# Letov Š-31/131
Letov Š-31 s motorem Walter Jupiter VI (a jeho varianta Š-131 s motorem Hornet) konstruktéra Aloise Šmolíka byl československý dvouplošný jednomístný stíhací letoun zalétaný v roce 1929, a dodaný v počtu 32 letounů československému letectvu v letech 1931-1932 továrnou Letov. Byl první sériově vyráběný letoun továrny Letov s hvězdicovým motorem.

## Vznik a vývoj

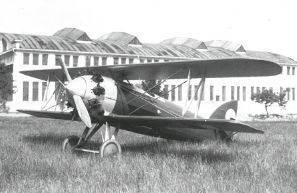
Š-20J byl předchůdcem Š-31

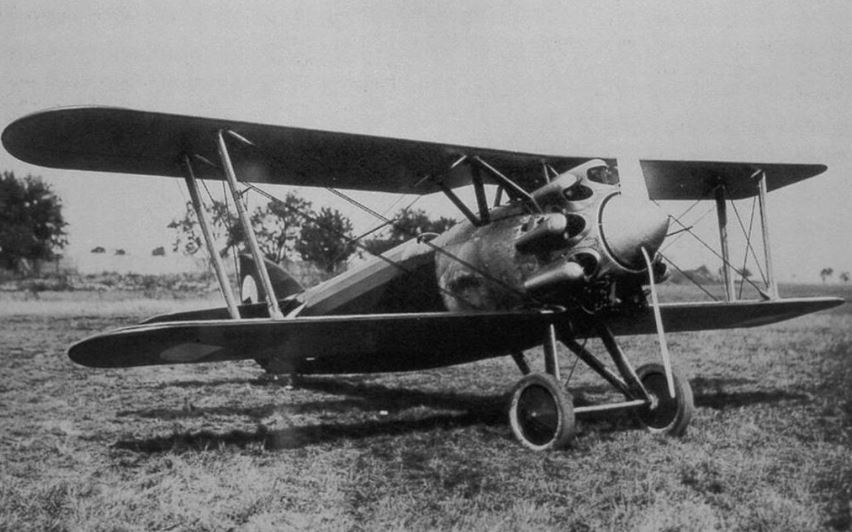
Prototyp Š-31.2 s přilbovitými kryty válců a kuželovým krytem vrtule

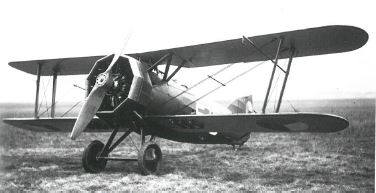
Š-31.3 s hranatým aerodynamickým krytem motoru

Začátkem třicátých let 20. století Ministerstvo národní obrany (MNO) pohlíželo na dění v sousedním Německu s rostoucí obavou. Vypsalo proto soutěž na nové stíhací letouny, kterými by byly v budoucnu vyzbrojeny československé letecké stíhací pluky. Po úspěšné stíhačce Letov Š-20 bylo ve Vojenské továrně na letadla Letov v Letňanech rozhodnuto o její modernizaci, poprvé s hvězdicovým motorem. Na začátku vývoje letounu Š-31 ing. Aloise Šmolíka tedy stál lehký, moderní a výkonný hvězdicový motor Walter Jupiter IV, který firma Letov pokusně zabudovala již do draku Š-20R, čímž v létě 1927 vznikl zkušební letoun Š-20J (J jako Jupiter), předchůdce Š-31. Zabudováním ještě silnějšího motoru se zlepšila hlavně stoupavost a jen mírně rychlost, ale drak pocházející z Š-20 trpěl vibracemi od silného motoru.
Po zkouškách bylo zřejmé, že pro nový motor bude nutné významně upravit drak letounu. Prototyp Š-31.1, který byl zalétán v červnu 1929, měl kratší trup a vzhledově byl "bachratější". Poté byly prototypy (Š-31.1 až Š-31.4) předány ke zkouškám do Vojenského leteckého ústavu studijního (VLÚS). První prototypy byly osazeny v Německu v licenci vyráběnými motory Pratt & Whitney R-1690/BMW Hornet D. Na letounech výrobních čísel 1-4 byly zkoušeny různé typy krytů motoru ke snížení aerodynamického odporu nezakrytého motoru a k omezení turbulence za motorovými válci. Na letounu Š-31.2, který byl zkušebně osazen motorem Walter Jupiter VII (to byl "výškový" motor s kompresorem, který si zachovával výkon 510 k až do výše 4000 m), se zkoušely se přilbovité kryty (pro každý válec zvlášť), na jejichž přední části byla štěrbina pro vstup chladicího vzduchu a podobný otvor byl i na zadní části krytu pro výstup ohřátého vzduchu. Na dalším stroji se zkoušel lomený (hranatý) prstenec po celém obvodu motoru (Š-31.3). Výsledky těchto testů však nebyly průkazné a navíc použité kryty výrazně zhoršovaly chlazení motoru. Proto byly sériové letouny vyrobeny s nezakrytými motory Jupiter VI.
Na základě zkoušek si MNO objednalo 32 sériových strojů (Š-31.5-31.36), které byly dodány s motory Walter Jupiter VI v letech 1931-1932. První dva vyrobené letouny (výr.č. 1, L-BABI a výr.č. 2, L-BABL/OK-ABL) s motory Hornet zůstaly v majetku továrny Letov až do 8. května 1931, kdy byly z leteckého rejstříku vymazány. První vyrobený letoun Š-31.1, přestavěný na Š-131.1 (L-BABI) byl v roce 1932 Letovem odprodán Zbrojovce Brno a podle neověřených informací skončil jako exponát na nádvoří Zbrojovky Brno. Druhý letoun Š-31.2 byl v roce 1931 předán MNO.
V roce 1931 vznikl ještě prototyp Š-31A s motorem Gnome-Rhône Mercure 9Brs o výkonu 470 k/345 kW, což byla licence britského typu Bristol Mercury IV, který se stal základem pro vývoj typu Letov Š-231 s motorem Walter Merkur V-S2, který pak byl ve výrobě od roku 1933.
Letounů Š-31 bylo celkem vyrobeno 36 kusů (4 prototypy a 32 v sérii), letouny Š-131 byly vyrobeny 3.

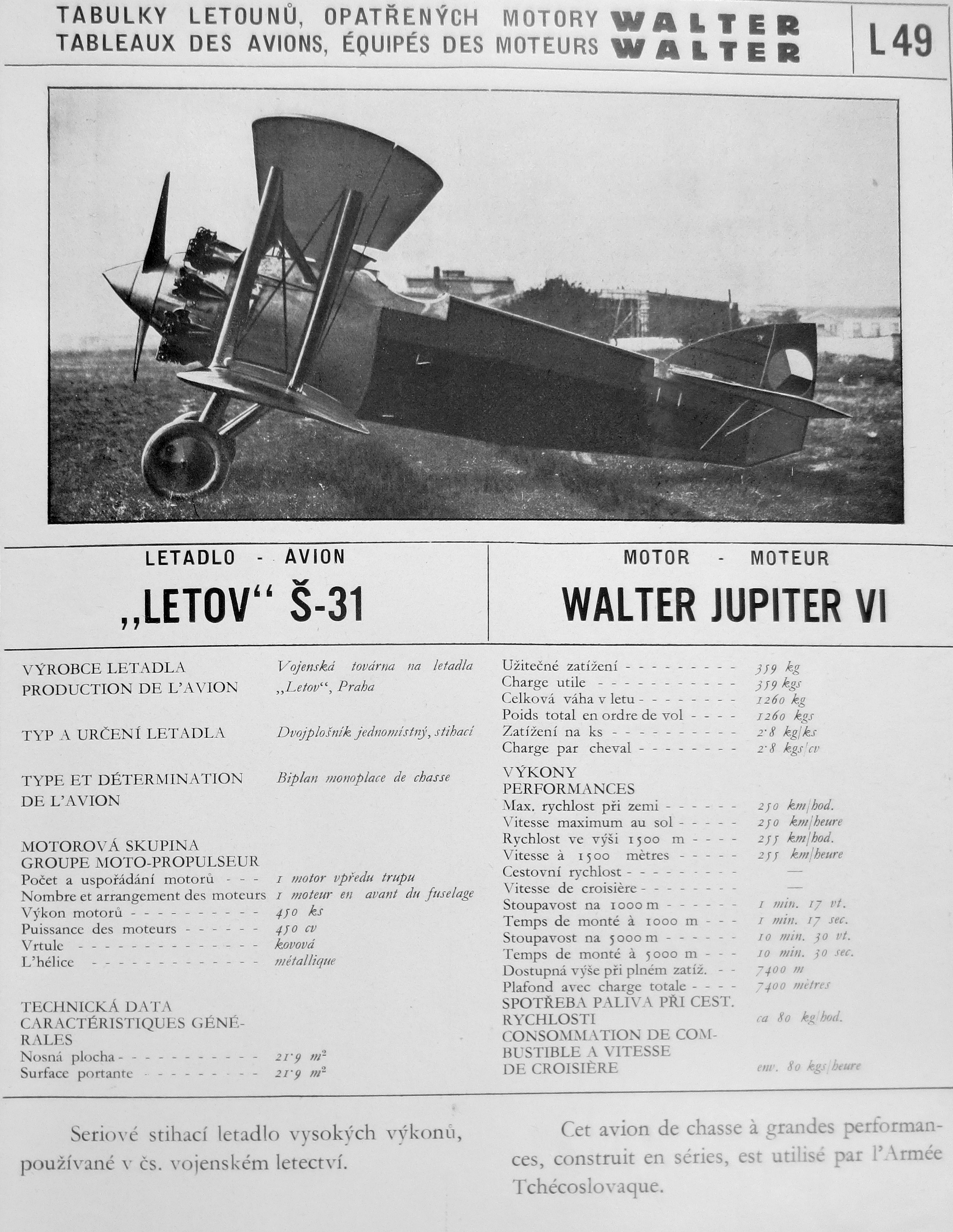
Letov Š-31 a Walter Jupiter VI

## Popis letounu

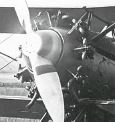
Motor Walter Jupiter VI na Š-31

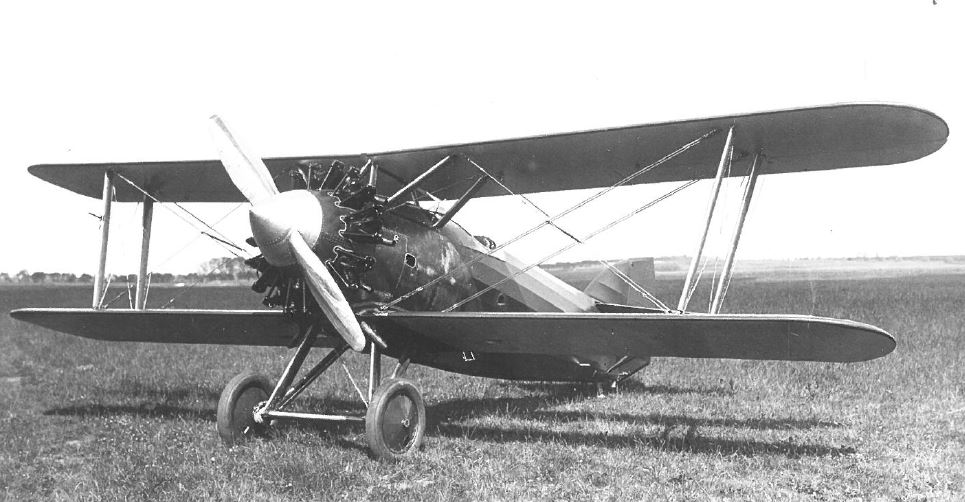
Š-131 s motorem Hornet

Letouny Š-31/Š-131 byly jednomotorové jednomístné dvouplošníky celokovové konstrukce, s pevným podvozkem. Konstruktér byl veden snahou o co možná nejdokonalejší soustředění hmot nejblíže těžišti letounu, a proto Š-31 vynikaly skvělou obratností i poměrně krátkým startem a přistáním. Oba typy letounů byly rozměrově identické, lišily se pouze použitými motory a v té souvislosti hmotnostmi a výkony.
Sériový letoun Š-31 pro československé letectvo byl poháněn motorem Walter Jupiter VI, což byl hvězdicový devítiválcový vzduchem chlazený letecký motor o obsahu 28,63 litrů, se 4 ventily v každém válci, nepřeplňovaný a bez reduktoru. Motor byl původně konstrukce Bristol Jupiter, pro neanglické země licence Gnome Rhône Jupiter, a v Československu vyráběný v licenci firmou Walter. Zkušební Š-20J byl osazen motorem Jupiter IV, sériové Š-31 byly osazeny motory Jupiter VI, na prototypech byly zkoušeny i výškové motory Jupiter VII. Jupitery VI měly jednu centrální vzpěru, držící koník vahadel rozvodu, a kompenzující tepelnou roztažnost ventilových zdvihacích tyček (novější Jupitery mají dvě vzpěry po obou stranách ventilových tyček). Výkres ventilového mechanismu Jupitera VI je přiložen (čelní pohled na válec je jen kresba, nikoli technický výkres, proto přesně neodpovídá řezu). Výkony motoru Jupiter VI byly: nominální výkon 450 HP při 1750 ot/min, výkon při zemi limitován na 420 až 425 HP při 1750 ot/min, výkon na plné otevření plynu při zemi (pouze přechodně použitelný) 520 HP při 1750 ot/min, maximální výkon 543 HP při 1850 ot/min.
Oba prototypy Š-31 a tři letouny Š-131 byly poháněny motorem BMW Hornet D, což byl hvězdicový devítiválcový vzduchem chlazený letecký motor o obsahu 27,7 litrů, přeplňovaný mechanicky poháněným dmychadlem. Motor byl původní konstrukce Pratt & Whitney, motory pro Š-131 byly vyrobeny v licenci u BMW. Motor Hornet byl u BMW dále vyvíjen a pak označen jako BMW 132. Výkony motoru BMW Hornet: cestovní výkon 500 HP při 1900 ot/min, maximální výkon 550 HP při 1930 ot/min (platí pro motor z roku 1929).
Trup byl tvořen nýtovanou ocelovou kostrou ze čtyř trubkových nosníků pospojovaných rozpěrnými rámovými příčkami s drátěným vyztužením a byl potažen plátnem. Kapotáž přední části trupu a motorové lože bylo snýtováno z hliníkových plechů (dural, elektron). Vrtule byla dvoulistá dřevěná nestavitelná (zkoušely se i kovové na zemi stavitelné typu Reed), někdy opatřená aerodynamickým kuželem (velkým špičatým nebo zaobleným, malým plochým), později bez kuželů, protože kužely v provozu praskaly. Po zrušení kuželů byl mezi motor a vrtuli montován prstencový sběrač výfukového potrubí. Hlavní palivová nádrž byla v trupu za motorem (v těžišti letadla), dvě spádové nádrže byly v horním křídle. Pilotní prostor byl otevřený, opatřený pouze větrným štítkem. Křídla byla celokovové konstrukce, potažená plátnem. Horní a spodní křídla byly vzájemně vyztuženy vzpěrami a dráty, horní křídlo bylo neseno na trupu trubkovou pyramidou. Křidélka byla jen na horním křídle, vztlakové klapky letadlo nemělo. Ocasní plochy byly kovové konstrukce potažené plátnem, vodorovné ocasní plochy byly vyztuženy vzpěrou ve tvaru V. Kormidla jsou ovládána ocelovými lany.
Podvozek byl pevný kolový, kola drátová a potažená plátnem. Prototypy měly nedělenou osu kol, sériové stroje dělenou. Kola je možno vyměnit za lyže. Ostruha byla kluzná (bez kolečka), snýtována z duralového plechu s ocelovou botkou. Elektrická výzbroj: radiostanice, vybavení pro noční lety, zásuvky pro elektrické vyhřívání kulometů, vyhřívání kyslíkového přístroje pro dýchání, vyhřívání obleku pilota, pro napájení lampy, hasicího přístroje Kubát, kompasu a zaměřovače, vše napájeno baterií. Při používání nočního osvětlení nebo při montáži rádia bylo na pravé dolní křídlo osazeno dynamo poháněné vrtulkou.

Výzbroj tvořily dva pevné synchronizované kulomety Vickers vzor 28 ráže 7,7 mm, umístěné na bocích trupu, a střílející mezi válci motoru a okruhem vrtule. Nábojové pásy se 400 náboji pro každý kulomet byly ve společném kulatém zásobníku nad kulomety, vystřelené nábojnice padají do samostatných schránek. Před hlavněmi kulometů jsou na bocích přední části trupu výstřelné žlábky (prototypy použité v závodech tyto výstřelné žlábky nemají, je tedy možné, že na závody nebyly ozbrojeny).

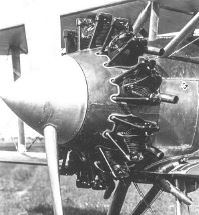
Motor Hornet na Š-131

## Použití
První dva vyrobené letouny s motory BMW Hornet D byly továrnou Letov v letech 1929-1931 často předváděny v zahraničí a zúčastnily se také několika několika soutěží. Přestože se vlastně jednalo o vojenské letouny, byly po dobu, kdy je vlastnila továrna Letov, opatřeny civilními imatrikulacemi L-BABI (výr. č. 1) přidělenou 24. července 1929 a imatrikulací L-BABL/OK-ABL (výr. č. 2) přidělenou 26. září 1929).
Letoun Š-31.1 pilotován škpt. Bohumilem Kovandou byl v roce 1929 byl předváděn na Balkáně v Turecku a Řecku a také v Estonsku, Lotyšsku a Finsku. V září 1929 škpt. Josef Kalla na letounu Š-31 zvítězil v III. ročníku leteckého závodu státy Malé dohody a Polska, když na celé trase dosáhl průměrné rychlosti 250,1 km/h a na úseku Praha - Brno dosáhl dokonce max. rychlosti 299,4 km/h. Soutěž vyvrcholila v pondělí 9. září, kdy byly zkoušky stoupavosti. I zde J. Kalla dosáhl nejlepšího výkonu, když s užitečným zatížením 350 kg vystoupal do 4900 m za 11 minut. Druhý přihlášený letoun Š-31.2 pilotovaný škpt. Ludvíkem Budínem letecký závod státy Malé dohody a Polska nemohl nedokončil, protože pro poruchu motoru byl nucen přistát hned v průběhu první etapy z Bukurešti do města Jasy a tím odpadl ze soutěže. V roce 1930 byl Š-31.1 pilotován škpt. Bohumilem Kovandou předváděn v Číně. Také se zúčastnil soutěže stíhacích letadel v Rumunsku, ale při havárii se poškodil podvozek. Po zkouškách a závodech byl první vyrobený letoun L-BABI v roce 1932 Letovem odprodán Zbrojovce Brno a dle neověřených informací skončil jako exponát na nádvoří Zbrojovky Brno. Oba tyto prototypy Š-31 byly později přeznačeny na Š-131. První "oficiálně" (a vlastně třetí v pořadí) vyrobený Š-131 s civilním označením OK-ALZ pilotován škpt. J. Kallou byl v roce 1931 byl předváděn na Balkáně v Turecku a Řecku. Tento letoun Š-131 byl v leteckém rejstříku uváděn s imatrikulací OK-ALZ od 12. listopadu 1931 do 9. května 1933.
Sériová stíhací letadla Š-31 a Š-131 používalo československé letectvo a létala od roku 1931 především u bojových letek Leteckého pluku 2 v Olomouci, a Leteckého pluku 6 v Praze-Kbelích, a dále ve Vojenském leteckém učilišti v Prostějově (VLU). Skupinová akrobacie pětice letounů Š-31 vedených kpt. Jánem Ambrušem patřila k vrcholům leteckých dnů v první polovině 30. let a nebo byla předváděna tato ukázka např. při návštěvě prince Nicolae, generálního inspektora rumunského letectví a bratra krále Karla II. Rumunského, v červnu 1933 v Praze.
Dle seznamu Letecké nehody vojenských strojů Československé republiky na letounu Letov Š-131.1 (přestavba z Š-31.4) zahynul vojenský letec, por. Karel Doležal od Leteckého pluku 2, který 11.3.1937 v Olomouci po startu ve stoupání přetáhl letoun, spadl do vývrtky a narazil do země.
V tzv. první linii sloužily tyto letouny do poloviny 30. let, kdy byly nahrazovány stíhačkami Avia B-534. V té době už byla stíhací letadla Š-31 s maximální rychlostí 254 km/h beznadějně zastaralá a svými výkony zaostávala za standardem doby (již se vyráběla i Avia Ba-33, která dosahovala rychlosti 315 km/h). Objednávka těchto vojenských letadel MNO z roku 1931 měla především udržet výrobu a zachovat zaměstnanost ve Vojenské továrně na letadla. V době mnichovské krize sloužily zbývající letouny u cvičných letek a po vzniku Protektorátu Čechy a Morava je zabavila Luftwaffe, ale není pravděpodobné, že by je dále používala.

## Varianty
- Š-20J (J jako Jupiter) neboli Š-20.115 – předchůdce letadla Š-31. Zástavbou hvězdicového devítiválce Jupiter IV na drak Letov Š-20 vznikl v roce 1927 prototyp Š-20J. Š-20J se sériově nevyráběl.

- Š-31 – 4 prototypy (s různými motory) a 32 sériových letounů s motory Walter Jupiter VI.

- Š-131 – stíhací letoun s motorem BMW Hornet D, byla vyrobena tři letadla. Třetí stroj se od prvních dvou napohled odlišoval zaoblenou svislou ocasní plochou.

- Š-31A – prototyp stíhacího letounu s motorem Mercury, lomenou podvozkovou osou a s novými, aerodynamicky zdokonalenými ocasními plochami. Po dalším vývoji z něj vznikl Letov Š-231.

## Uživatelé
- Československo
  - Letov
  - Československé letectvo
- Španělská republika
  - Letectvo Španělské republiky (dodán Š-131.2 za havarovaný letoun Š-231)[18]

## Specifikace

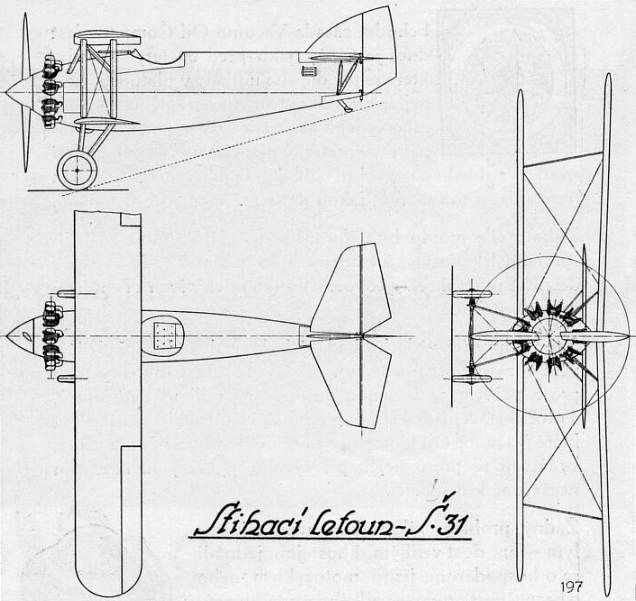
Letov Š-31, skica (Letectví, srpen 1929)

Data dle

### Technické údaje
| Typ                             | Letov Š-31                     | Letov Š-131                    |
| ------------------------------- | ------------------------------ | ------------------------------ |
| Rok zavedení                    | 1929                           | 1929                           |
| Posádka                         | 1                              | 1                              |
| Rozpětí (m)                     | 9,80                           | 9,80                           |
| Délka (m)                       | 7,15                           | 7,15                           |
| Výška (m)                       | 2,95                           | 2,95                           |
| Nosná plocha (m2)               | 21,90                          | 21,80                          |
| Plošné zatížení (kg/m2)         | 57,5                           | 63,8                           |
| Hmotnost prázdného letounu (kg) | 830                            | 970                            |
| Vzletová hmotnost (kg)          | 1260                           | 1392                           |
| Typ motoru                      | Walter Jupiter VI              | BMW Hornet D                   |
| maximální výkon motoru          | 399 kW / 543 k při 1850 ot/min | 386 kW / 525 k při 1930 ot/min |
| nominální výkon motoru          | 330 kW / 450 k při 1750 ot/min | 368 kW / 500 k při 1900 ot/min |
| vrtule                          | dvoulistá, kovová              | dvoulistá, kovová              |

### Výkony
| Typ                                | Letov Š-31      | Letov Š-131    |
| ---------------------------------- | --------------- | -------------- |
| Maximální rychlost při zemi (km/h) | 250             | 292            |
| Cestovní rychlost (km/h)           | 225             | 270            |
| Rychlost ve výšce 1500 m           | 255             |                |
| Dostup (m)                         | 8000            | 10000          |
| Čas výstupu (min) na výšku (m)     | 10,5´ do 5000 m | 6,9´ do 5000 m |
| Dolet (km)                         | 320             | 450            |

### Výzbroj
- dva pevné synchronizované kulomety Vickers ráže 7,7 mm v trupu, každý se 400 náboji (celkem 800)